# Convención atea mundial de 2010
La Convención mundial atea de 2010, llamada también "El ascenso del ateísmo", fue una reunión internacional de personas ateas en Melbourne, Australia.
Patrocinada por la Atheist Foundation of Australia y la Alianza Atea Internacional, tuvo lugar en el Melbourne Convention and Exhibition Centre durante los días 12 a 14 de marzo de 2010, con una participación de más de 2.000 delegados con todas las entradas vendidas desde cinco semanas antes del evento.

## Ponentes
Entre los ponentes encontramos desde biólogos evolucionistas a escritores como AC Grayling, Catherine Deveny, Craig Reucassel , Julian Morrow , Dan Barker, Ian Robinson, John Perkins, Kylie Sturgess, Leslie Cannold o Jane Caro, Lyn Allison, Maggie Millar, Max Wallace, NonStampCollector, Peter Singer, Phillip Adams, PZ Myers, Richard Dawkins, Robyn Williams, Russell Blackford, Simon Taylor, Stuart Bechman, Sue-Ann Post, Tamas Pataki, Tanya Levin o Taslima Nasrin.